# Mumboko
Mumboko est un prénom ou postnom bangala donné au cinquième enfant d’une famille.